# 西大野 (青森市)
西大野（にしおおの）は青森市の地名である。郵便番号は030-0856。

## 地理
青森市南部の西寄りに位置する。北と東は大字大野、南は大字大
野と大字細越、西は大字安田に接する。域内はおおむね住宅地である。

## 歴史
ほとんどの区域が「大野ニュータウン」と呼ばれた、青森市の大野区画整理事業組合の事業区域であった。町名は、かつての地名である大野の西端に位置することから名づけられたと考えられる。

### 沿革
- 2003年（平成15年） - 大野区画整理組合により、区画整理事業が始まる[4]。
- 2011年（平成23年)6月26日 - 大野区画整理事業の換地処分完了に伴う住所変更により、西大野一～五丁目が置かれた[5]。

### 町名の変遷
| 実施後       | 実施年月日    | 実施前                                                 |
| ------------ | ------------- | ------------------------------------------------------ |
| 西大野一丁目 | 2011年6月26日 | 大字大野字鳴滝・同字笹崎の各一部                       |
| 西大野二丁目 | 2011年6月26日 | 大字大野字鳴滝・同字笹崎の各一部、大字安田字若松の一部 |
| 西大野三丁目 | 2011年6月26日 | 大字大野字鳴滝・同字笹崎の各一部                       |
| 西大野四丁目 | 2011年6月26日 | 大字大野字鳴滝・同字笹崎・同字山下の各一部             |
| 西大野五丁目 | 2011年6月26日 | 大字大野字笹崎・同字今井の各一部、大字安田字若松の一部 |

## 世帯数と人口
2022年（令和4年）12月1日現在の世帯数と人口は以下の通りである。
| 町丁         | 世帯数   | 人口   |
| ------------ | -------- | ------ |
| 西大野一丁目 | 325世帯  | 887人  |
| 西大野二丁目 | 178世帯  | 890人  |
| 西大野三丁目 | 125世帯  | 344人  |
| 西大野四丁目 | 182世帯  | 437人  |
| 西大野五丁目 | 530世帯  | 1407人 |
| 合計         | 1340世帯 | 3565人 |

## 小・中学校の学区
市立小・中学校に通う場合、学区は以下の通りとなる。
| 町名         | 番地 | 小学校             | 中学校             |
| ------------ | ---- | ------------------ | ------------------ |
| 西大野一丁目 | 一部 | 青森市立泉川小学校 | 青森市立西中学校   |
| 西大野一丁目 | 一部 | 青森市立金沢小学校 | 青森市立甲田中学校 |
| 西大野二丁目 | 全域 | 青森市立泉川小学校 | 青森市立西中学校   |
| 西大野三丁目 | 一部 | 青森市立泉川小学校 | 青森市立西中学校   |
| 西大野三丁目 | 一部 | 青森市立金沢小学校 | 青森市立甲田中学校 |
| 西大野四丁目 | 一部 | 青森市立泉川小学校 | 青森市立西中学校   |
| 西大野四丁目 | 一部 | 青森市立金沢小学校 | 青森市立甲田中学校 |
| 西大野五丁目 | 全域 | 青森市立泉川小学校 | 青森市立西中学校   |

## 交通

### 鉄道
町内に鉄道駅はない。

### 道路
- 南端を国道7号青森環状道路が通る。
- 青森市都市計画道路3･4･6安方・大野線 - 青森環状道路から地域内に入る道路。三・四丁目と五丁目の間を通り、一丁目の東端に達する。
- 青森市都市計画道路3･4･27笹崎・鳴滝線 - 上述の3･4･6安方・大野線沿いの五丁目の北東端から、三丁目の南・西・北端を逆コの字を描くように通り、安方・大野線沿いに達する。
- 青森市都市計画道路3･4･28南高校通り線 - 三丁目の北西端から北上し、浪館字泉川で3･2･2内環状線（通称：金沢小学校通り）に達する。[7]

### バス
- 青森市営バス - 青森駅などからのＭ旭町通り線 南高校行き、及び大野循環線が通過する。

## 主な施設
- 青森県立青森南高等学校
- 青森地域広域事務組合中央消防署浪館分署
- ユニバース大野店
- 大野中央公園
- 鳴滝南公園
- 今井公園